# Oncle Garrepa
L'Oncle Garrepa o Oncle Guillat (en anglès Scrooge McDuck; en castellà Tío Gilito; en francès Balthazar Picsou) és un personatge de ficció de còmic i animació creat per l'artista Carl Barks per a The Walt Disney Company. El seu nom en anglès s'inspira d'Ebenezer Scrooge, un altre personatge de ficció que apareix en el Conte de Nadal de Charles Dickens.
L'Oncle Garrepa és un ànec multimilionari (se'l coneix com "l'ànec més ric del món") i, com el seu nom ho indica, és molt garrepa. És nascut a Glasgow i viu en una volta gegant plena de diners, aconseguits després d'una vida d'aventures arreu del món. Du patilles, polaines, barret de copa i una jaqueta. És l'oncle matern de l'Ànec Donald i viu a la ciutat fictícia de Duckburg ("Ànecburg" o "Vila-Ànec").
Com a personatge secundari de les historietes de l'Ànec Donald, la seua primera aparició en còmics va ser a la història Christmas on bear mountain, publicada a Four Color núm.178 publicat el 14 de novembre de 1947 amb data de portada de desembre de 1947. Va ser el primer personatge del que va esdevenir el "clan McDuck" (família d'en Donald). Prèviament un personatge sense nom però clarament similar havia aparegut al curt d'animació propagandístic The Spirit of '43 (1943).
Barks va variar l'aparença i la personalitat del personatge durant els següents quatre anys. Més tard el dibuixant declararia que originalment només pensava utilitzar l'Oncle Garrepa per a una sola historieta, però després va decidir que podia resultar útil en altres històries.
Prompte es va instal·lar com un personatge recurrent i diverses històries el situaren en paper de protagonista al costat de Donald. L'editorial Western Publishing va ser la primera a vore l'Oncle Garrepa com un protagonista més que com un personatge secundari, i el 1952 va dedicar-li una revista, anomenada precisament Uncle Scrooge. Des de llavors, Barks va produir la majoria de les seues històries llargues amb l'Oncle Garrepa com protagonista, mentre Donald seguia sent-ho a la revista de deu pàgines, que se centrava en el vessant còmic.
L'Oncle Garrepa es va convertir en la figura principal de les històries mentre que Donald i els seus nebots van ser portats al rol d'ajudants seus, contractant-los com acompanyants que el seguien en les seues aventures al voltant del món per tan sols 30 cèntims de dòlar. Aquest canvi en el focus d'atenció dels personatges es va vore reflectit també en les històries d'altres creadors contemporanis. Des de llavors, Oncle Garrepa es manté com la figura central del seu "món", fins al punt d'utilitzar-se el terme "univers de Scrooge McDuck" per a referir-se al món dels ànecs de Disney (al món Disney hi conviuen dos universos, "l'ànec", amb Donald i L'Oncle Garrepa com a protagonistes, i l'univers del Ratolí Mickey). La figura de l'Oncle va reaparèixer amb molta força quan el 1987 es va retransmetre la sèrie de televisió DuckTales.

## Característiques personals
L'Oncle Garrepa du una jaqueta vermella o blava, barret de copa negre, petites lents sobre el seu bec i un gaiato, encara que no té problemes al caminar.
És l'ànec més ric del món, en eterna competició amb Flintheart Glomgold i Rockerduck.
Guarda gran part de la seua fortuna en la seua volta, un dipòsit ple de monedes i bitllets, i que és l'edifici més alt de Duckburg. És un perspicaç home de negocis molt avar però que treballa fort per a assolir els seus objectius. Entre els seus entreteniments es troben capbussar-se i nedar entre les seues monedes com si fos un dofí i llençar les monedes cap amunt de forma que al caure li colpegen el cap.
És membre del "Club de Multimilionaris de Duckburg", una associació que inclou els homes de negocis més reeixits del món i els permet estar en contacte entre si.
Com a home de negocis i caçador de tresors sempre necessita tenir nous objectius i reptes per a sumar-los als ja aconseguits. Els períodes d'inactivitat entre les seues aventures i la falta de grans reptes el fan patir fortes depressions.

### Educació
L'Oncle Garrepa no va tenir una preparació formal, ja que va abandonar l'escola a molt primerenca edat. Malgrat això, té una ment lúcida i sempre està a punt per a aprendre noves habilitats.
A causa de la seua ocupació secundària de caçador de tresors, algunes vegades s'ha convertit en estudiant i en arqueòleg aficionat.
Per a aconseguir tresors, algunes vegades ha de passar molt de temps investigant en fonts escrites, buscant algun paràgraf que pugui conduir-lo al tresor. En altres ocasions decideix d'investigar la veritat oculta darrere de velles llegendes o desvelar detalls foscos d'antics conqueridors, exploradors i caps militars que ell considera prou interessants com per a començar una nova expedició a la recerca de tresors.
Com a resultat de les seves investigacions, l'Oncle ha reunit una gran biblioteca personal que inclou escrits molt singulars. En les històries escrites per Barks i Don Rosa, entre les més preuades peces d'aquesta biblioteca hi situen una col·lecció gairebé completa de quaderns de bitàcola espanyols i holandesos dels segles xvi i xvii. Les referències que allí es troben sobre altres naus algunes vegades li han permès localitzar vaixells enfonsats i recuperar els seus tresors del fons del mar.
Ha fet de la frase "coneixement és poder" una màxima.
Segons Barks, l'Oncle Garrepa parla amb fluïdesa l'àrab, l'holandès, el mongol, el castellà i diversos dialectes de la llengua xinesa, coneixements adquirits durant anys de viure viatjant en diverses regions del món on es parlen aquestes llengües. Artistes posteriors el representaran com coneixedor d'altres idiomes més, com el finès. Sembla haver conegut moltes llengües a través dels anys, havent desenvolupat un talent natural per a aprendre a parlar ràpida i adequadament.

### Moralitat i Creences
L'Oncle Garrepa és l'arquetip del capitalista vuitcentista (està basat en Andrew Carnegie). Segons les premisses de cada dibuixant i guionista i segons l'ambient cultural de cada país i moment històric, l'Oncle Garrepa se'ns presentarà com el costat més amable o més desagradable del capitalisme.
Com a home de negocis, l'Oncle Garrepa recorre algunes vegades a tàctiques cruels i enganys. Sembla haver adquirit suficient experiència per a manipular les persones i els fets per tal d'aconseguir el seu propi benefici. Més sovint, en les històries de Guido Martina i de forma ocasional en les d'altres artistes, l'Oncle Garrepa és reconegut pel seu cinisme, sobretot amb les idees de moralitat associada a l'obtenció d'objectius en els negocis. Això ha estat assenyalat per alguns com una part de la seua personalitat que no estava present en la descripció del personatge creat per Carl Barks, però que ha estat acceptada com una interpretació vàlida de la seua forma de pensar.
L'Oncle Garrepa sembla tenir un sentit de l'honestedat que li brinda algun paràmetre d'auto-control. En algunes ocasions, sacrifica l'assoliment dels seus objectius amb la finalitat de romandre dins dels límits del seu sentit d'honestedat. Molts dels seus seguidors consideren que aquest aspecte sorgeix d'allò més profund de la seua personalitat, perquè d'acord amb les decisions que l'Oncle Garrepa pren, pot ser tant el roí com l'heroi de les seues històries. Aquesta és una característica que comparteix amb el seu nebot Donald, i és la principal diferència en comparació del comportament generalment ètic del Ratolí Mickey.
Té bastant mal humor i en poques ocasions dubta d'utilitzar la violència contra aquells que desperten el seu enuig. Però està totalment en contra d'arribar a ser letal. A vegades, fins i tot ha ajudat als seus enemics, salvant-los la vida. La seua explicació sobre això és que vol evitar el sentit de culpa que pesaria sobre ell si els arribés a passar una mica. Fins i tot no espera gratitud per aquests actes. També ha expressat que només en els contes de fades les persones dolentes es converteixen en bones, i ell ja és massa vell com per a creure-hi.

## Cronologia de l'Oncle Garrepa
Es considera que la cronologia de la vida de l'Oncle Garrepa es troba al llibre The life and times of Scrooge McDuck i la seua continuació, escrits per Keno Don Rosa. Encara que constantment s'agreguen més detalls a la biografia d'aquest personatge, per les aportacions de diferents creadors, alguns "fets" importants inclouen els següents:
- 1867: L'Oncle Garrepa naix a Glasgow, Escòcia de Ferguson i Downy Mcduck. Té un mig germà més gran (Rumpus Mcduck), dues germanes menors (Matilda i Hortense) i un mig germà més jove (Gideon).
- 1877: Es converteix en neteja-botes, però el seu primer client es burla d'ell i li paga amb una moneda nord-americana de deu centaus. Ell conserva la moneda com un símbol d'èxit.
- 1880: L'Oncle Garrepa emigra als Estats Units. Coneix al seu oncle Agus McDuck, amo d'un transbordador en el riu Mississipi i es troba per primera vegada amb els Beagle Boys, una família de lladres amb la qual mantindria la seua enemistat per a tota la vida.
- 1882: El seu oncle es jubila i li deixa el vaixell a ell. Els Beagle Boys el destrueixen per venjança. Scrooge decideix anar-se'n a l'est a provar sort.
- 1883: Es converteix en miner, a la recerca d'argent i coure.
- 1885: El seu pare li demana que torne a Escòcia a causa d'un important assumpte familiar. Just una setmana abans de viatjar coneix al milionari Howard Rockerduck, qui es va fer ric amb la febre de l'or de Califòrnia, l'any 1849. També coneix al seu fill, John Rockerduck de set anys, qui amb el temps es convertiria en el tercer ànec més ric del món, i un dels principals rivals de l'Oncle.
- 1886 - 1889: L'Oncle Garrepa busca or a Sud-àfrica. Durant el seu primer any allí salva la vida d'un ànec anomenat Flintheart Glomgold. Després de la seua traïció es converteixen en enemics per la resta de les seues vides. Després, Flintheart Glomgold es torna el segon ànec més ric del món.
- 1889 - 1893: Torna als Estats Units en recerca d'or. Es troba amb molts personatges famosos però no troba or.
- 1893 - 1896: L'Oncle Garrepa viatja a Austràlia en recerca d'or, però fracassa novament.
- 1896 - 1899: Busca or al riu Klondike. Durant aquest any coneix a l'ama de la taverna, cantant i lladre ocasional "Glittering Goldie O'Gilt". Continuarà en una relació d'amor/odi amb aquest personatge per la resta de la seua vida. La recerca d'or té èxit.
- 1899 - 1902 L'Oncle Garrepa es converteix en milionari i compra un banc. Comença a construir un petit empori financer. Pels volts de 1902 es converteix en multimilionari.
- 1902: L'Oncle Garrepa torna a Escòcia a buscar a les seues germanes. El seu pare mor. Sa mare i un dels seus oncles han mort, de manera que els tres joves són els últims del clan Mcduck. Ell s'assenta en la petita ciutat de Duckburg, al fictici estat dels Estats Units d'Amèrica de Calisota, lloc que tria per a establir la seua residència.
- 1902-1930: Mentre les seues germanes romanen en Duckburg encarregant-se dels negocis del seu germà, ell viatja per tot el món expandint el seu imperi a cada continent.
- 1930: Es converteix en l'ànec més ric del món, però una baralla amb la seua família els deixa sense contacte amb ells per 17 anys. Coneix al seu nebot Donald i la germana bessona Della Thelma Ànec.

A les historietes italianes coneix a Brigitta McBridge de qui s'enamora. Ells continuaran mantenint una relació d'amor/odi des d'aquell moment.
- 1942: L'Oncle Garrepa se sent deprimit i cansat, pel que decideix retirar-se.
- 1947: L'Oncle Garrepa es troba novament amb el seu nebot Donald i els seus renebots Huey, Dewey, i Louie.[5] Això li donarà noves forces i decidirà tornar a les aventures.
- 1967: Després d'una vida plena d'aventures, L'Oncle Garrepa mor a l'edat de 100 anys, d'acord amb la línia de temps extraoficial de Don Rosa (qui de vegades desconfia de la seua pròpia cronologia)